# Syntretus klugii
Syntretus klugii är en stekelart som först beskrevs av Johannes Friedrich Ruthe 1856.  Syntretus klugii ingår i släktet Syntretus och familjen bracksteklar. Inga underarter finns listade i Catalogue of Life.